# Laski (wieś w powiecie kępińskim)
Laski – wieś w Polsce położona w województwie wielkopolskim, w powiecie kępińskim, w gminie Trzcinica. 

## Historia
Miejscowość historycznie należy do ziemi wieluńskiej i związana była z Wielkopolską. Ma metrykę średniowieczną i istnieje prawdopodobnie od XIII wieku. Wymieniona w dokumencie z 1435 jako „Lasky" .
Wieś już od XIII wieku była posiadłością rycerską. Została odnotowana w historycznych dokumentach prawnych, własnościowych i podatkowych. W 1435 jako właściciel wymieniany był Stogniew, w latach 1439-44 Janusz Stogniew, a w 1452 Andrzych Stogniew. W 1496 Piotr z Lasek sprzedał swoją ojcowiznę we wsi za 80 florenów braciom Janowi i Mikołajowi.  Według Liber beneficiorum archidiecezji gnieźnieńskiej spisanego przez Jana Łaskiego wieś w 1511 leżała w powiecie wieluńskim. Liczyła wówczas 5. łanów, a w 1518 – 6. ł. W 1552 leżała w parafii Trzcinica i stanowiła własność trzech przedstawicieli rodu Laskowskich. Znajdował się w niej młyn zbożowy, karczma, a we wsi gospodarowało 20. kmieci. W 1553 liczyła 6 łanów. W 1635 źródła wymieniają kościół filialny parafii Trzcinice. W 1670 zapiski mówią o 2. kmieciach oraz dawniejszych czasach, w których gospodarowało we wsi 16. kmieci .
Znaczny rozwój odnotowała w XVII wieku dzięki zakonowi paulinów, którzy wznieśli tutaj drewnianą świątynię, stopniowo w późniejszych latach powiększaną. Po II rozbiorze Polski paulini musieli opuścić Laski, ale na stropie pozostawili herb swojego zakonu – palmę z dwoma lwiętami. Po gospodarnych braciach mieszkańcy odziedziczyli znakomicie prowadzony majątek ziemski i klasztor, późniejszą gorzelnię. W drewnianym kościele cmentarnym NMP Wniebowziętej warto przyjrzeć się figurze św. Rocha, będącej odbiciem człowieka w drodze: zmęczona twarz, pomarszczone czoło, suknia okryta peleryną, w ręce laska z węzełkiem, na prawej nodze rany, na nogach wysokie buty, obok leży pies – przyjaciel. We wsi znajduje się jeszcze jeden kościół – neogotycki, Niepokalanego serca Maryi, murowany, z II połowy XIX wieku. Obok – zespół obiektów poewangelickich: plebania, szkoła i przedszkole. W leżącym we wsi parku krajobrazowym znajduje się wzniesiony w 1908 roku renesansowy zamek i wieża z rozwiązaniami architektonicznymi renesansu śląskiego i elementami baroku. Dokonał tego właściciel Lasek von Loesch. 
Do 1954 roku istniała gmina Laski. W latach 1954–1961 wieś należała i była siedzibą władz gromady Laski, po jej zniesieniu w gromadzie Trzcinica. W latach 1975–1998 miejscowość należała administracyjnie do województwa kaliskiego.

## Położenie
Położone przy drodze Kępno–Trzcinica-Wołczyn i nieczynnej linii kolejowej Kępno–Namysłów, ok. 10 km na południe od Kępna i ok. 50 km na południe od Ostrowa Wlkp.

## Zabytki
Pałac eklektyczny z parkiem krajobrazowym, kościół drewniany. Duże cmentarzysko kultury łużyckiej.